# Torneo di Wimbledon 2011 - Qualificazioni doppio maschile
Le qualificazioni del doppio  maschile del Torneo di Wimbledon 2011 sono state un torneo di tennis preliminare per accedere alla fase finale della manifestazione. I vincitori dell'ultimo turno sono entrati di diritto nel tabellone principale. In caso di ritiro di uno o più giocatori aventi diritto a questi sono subentrati i lucky loser, ossia i giocatori che hanno perso nell'ultimo turno ma che avevano una classifica più alta rispetto agli altri partecipanti che avevano comunque perso nel turno finale.

## Teste di serie
1. Michail Elgin /  Aleksandr Kudrjavcev (primo turno)
2. Sanchai Ratiwatana /  Sonchat Ratiwatana (ultimo turno, Lucky Losers)
3. Martin Emmrich /  Andreas Siljeström (primo turno)
4. Treat Conrad Huey /  Izak van der Merwe (qualificati)

1. Leoš Friedl /  David Martin (ultimo turno, Lucky Losers)
2. Brian Battistone /  Purav Raja (primo turno)
3. Ryan Harrison /  Travis Rettenmaier (qualificati)
4. Karol Beck /  David Škoch (qualificati)

## Qualificati
1. Ryan Harrison /  Travis Rettenmaier
2. Karol Beck /  David Škoch

1. David Rice /  Sean Thornley
2. Treat Conrad Huey /  Izak van der Merwe

## Lucky Losers
1. Sanchai Ratiwatana /  Sonchat Ratiwatana
2. Leoš Friedl /  David Martin
3. Lukáš Lacko /  Lukáš Rosol

1. Alessandro Motti /  Stéphane Robert
2. Flavio Cipolla /  Paolo Lorenzi

## Tabellone qualificazioni

### Legenda
| - Q = Qualificato - WC = Wild card - LL = Lucky loser | - ALT = Alternate - SE = Special Exempt - PR = Protected Ranking | - w/o = Walkover - r = Ritirato - d = Squalificato |

### Sezione 1
|  | Primo turno | Primo turno                        | Primo turno | Primo turno | Primo turno |  |  | Finale | Finale                           | Finale | Finale | Finale |  |
|  |             |                                    |             |             |             |  |  |        |                                  |        |        |        |  |
|  | 1           | Michail Elgin Aleksandr Kudrjavcev | 6           | 65          | 4           |  |  |        |                                  |        |        |        |  |
|  |             | Lukáš Lacko Lukáš Rosol            | 2           | 7           | 6           |  |  |        | Lukáš Lacko Lukáš Rosol          | 6      | 3      | 4      |  |
|  |             | Rik De Voest Dudi Sela             | 4           | 6           | 3           |  |  | 7      | Ryan Harrison Travis Rettenmaier | 4      | 6      | 6      |  |
|  | 7           | Ryan Harrison Travis Rettenmaier   | 6           | 3           | 6           |  |  |        |                                  |        |        |        |  |

### Sezione 2
|  | Primo turno | Primo turno                           | Primo turno                           | Primo turno | Primo turno |  |  | Finale | Finale                                | Finale                                | Finale | Finale |  |
|  |             |                                       |                                       |             |             |  |  |        |                                       |                                       |        |        |  |
|  | 2           | Sanchai Ratiwatana Sonchat Ratiwatana | Sanchai Ratiwatana Sonchat Ratiwatana | 7           | 6           |  |  |        |                                       |                                       |        |        |  |
|  |             | Frederik Nielsen Thomas Schoorel      | Frederik Nielsen Thomas Schoorel      | 6(1)        | 3           |  |  | 2      | Sanchai Ratiwatana Sonchat Ratiwatana | Sanchai Ratiwatana Sonchat Ratiwatana | 3      | 4      |  |
|  | WC          | Liam Broady Oliver Golding            | Liam Broady Oliver Golding            | 3           | 4           |  |  | 8      | Karol Beck David Škoch                | Karol Beck David Škoch                | 6      | 6      |  |
|  | 8           | Karol Beck David Škoch                | Karol Beck David Škoch                | 6           | 6           |  |  |        |                                       |                                       |        |        |  |

### Sezione 3
|  | Primo turno | Primo turno                       | Primo turno                       | Primo turno | Primo turno |  |  | Finale | Finale                           | Finale | Finale | Finale |  |
|  |             |                                   |                                   |             |             |  |  |        |                                  |        |        |        |  |
|  | 3           | Martin Emmrich Andreas Siljeström | Martin Emmrich Andreas Siljeström | 63          | 67          |  |  |        |                                  |        |        |        |  |
|  |             | Alessandro Motti Stéphane Robert  | Alessandro Motti Stéphane Robert  | 7           | 79          |  |  |        | Alessandro Motti Stéphane Robert | 5      | 6      | 4      |  |
|  | WC          | David Rice Sean Thornley          | David Rice Sean Thornley          | 6           | 6           |  |  | WC     | David Rice Sean Thornley         | 7      | 4      | 6      |  |
|  | 6           | Brian Battistone Purav Raja       | Brian Battistone Purav Raja       | 2           | 4           |  |  |        |                                  |        |        |        |  |

### Sezione 4
|  | Primo turno | Primo turno                          | Primo turno                          | Primo turno | Primo turno |  |  | Finale | Finale                               | Finale                               | Finale | Finale |  |
|  |             |                                      |                                      |             |             |  |  |        |                                      |                                      |        |        |  |
|  | 4           | Treat Conrad Huey Izak van der Merwe | Treat Conrad Huey Izak van der Merwe | 6           | 7           |  |  |        |                                      |                                      |        |        |  |
|  |             | Rui Machado Travis Parrott           | Rui Machado Travis Parrott           | 3           | 5           |  |  | 4      | Treat Conrad Huey Izak van der Merwe | Treat Conrad Huey Izak van der Merwe | 7      | 6      |  |
|  |             | Flavio Cipolla Paolo Lorenzi         | Flavio Cipolla Paolo Lorenzi         | 2           | 3           |  |  | 5      | Leoš Friedl David Martin             | Leoš Friedl David Martin             | 64     | 1      |  |
|  | 5           | Leoš Friedl David Martin             | Leoš Friedl David Martin             | 6           | 6           |  |  |        |                                      |                                      |        |        |  |